# Elliotomyia
Genre
Elliotomyia est un genre d'oiseaux de la famille des Trochilidae.

## Répartition
Les espèces du genre Elliotomyia se rencontre en Amérique du Sud.

## Liste des espèces
Selon la classification de référence du Congrès ornithologique international (10 avril 2024) (ordre phylogénique) :
- Elliotomyia chionogaster (Tschudi, 1846) – Ariane à ventre blanc
- Elliotomyia viridicauda (von Berlepsch, 1883) – Ariane du Pérou

## Classification
Le nom valide complet (avec auteur) de ce taxon est Elliotomyia Stiles (d) & Remsen (d), 2019,.
Le nom générique, Elliotomyia, est un nom de remplacement pour le nom initialement choisi, Elliotia, car ce dernier est utilisé par le genre homonyme botanique, Elliotia Spach, 1840, pour regrouper des Ericaceae.
Elliotomyia a pour synonyme :
- Elliotia Stiles, Remsen & McGuire, 2017

## Étymologie
Le nom générique, Elliotomyia, a été donné en l'honneur du zoologiste américain Daniel Giraud Elliot (1835-1915) en reconnaissance de son importante contribution à la clarification de la taxonomie des colibris. À cette distinction éponyme, a été ajouté le suffixe grec ancien μυῖα, muĩa, « mouche », utilisé de nombreuses fois en référence à la petitesse des colibris.

## Publication originale
- (en) F. Gary Stiles et J. V. Remsen, Jr, « The generic nomenclature of the Trochilini: a correction », Zootaxa, Magnolia Press (d), vol. 4691, no 2,‎ 30 octobre 2019, p. 195-196 (ISSN 1175-5334 et 1175-5326, OCLC 49030618, PMID 31719409, DOI 10.11646/ZOOTAXA.4691.2.10, lire en ligne).